# John Anthony Allan
John Anthony Allan, född januari 1937, död 15 april 2021, var en engelsk professor som har skapat begreppet Virtuellt vatten. För det fick han priset Stockholm Water Prize den 19 mars 2008.